# Kazimierz Maks
Kazimierz Ludwik Maks, pierwotnie Max, ps. „Krukowski” (ur. 21 lipca 1897 w Warszawie, zm. 21 marca 1945 w Murnau) – podpułkownik dyplomowany kawalerii Wojska Polskiego, kawaler Orderu Virtuti Militari.

## Życiorys
Urodził się 21 lipca 1897 w Warszawie, w rodzinie Franciszka. Przed 1914 podjął studia wyższe na politechnice. Po wybuchu I wojny światowej wstąpił do Legionów Polskich i służył w 1 pułku ułanów jako starszy ułan. W służbie legionowej używał pseudonimu „Krukowski”. Od 5 lutego do 31 marca 1917 roku był słuchaczem kawaleryjskiego kursu oficerskiego przy 1 pułku ułanów w Ostrołęce. Kurs ukończył z wynikiem dostatecznym.
Po odzyskaniu przez Polskę niepodległości został przyjęty do Wojska Polskiego. Uczestniczył w wojnie polsko-bolszewickiej. Od lipca 1920 służył w 16 pułku ułanów wielkopolskich w stopniu podporucznika kawalerii, a dowódca mjr Ludwik Kmicic-Skrzyński wyznaczył go dowódcą 4 szwadronu. 30 lipca jako dowódca 1 szwadronu został otoczony przez wojska sowieckie i ranny. Za swoje czyny wojenne otrzymał Order Virtuti Militari. Został awansowany do stopnia porucznika kawalerii ze starszeństwem z dniem 1 czerwca 1919, a następnie do stopnia rotmistrza kawalerii ze starszeństwem z dniem 1 lipca 1923. Na przełomie lat 20. i 30. był oficerem 1 pułku szwoleżerów, a w jednostce pełnił funkcję dowódcy szwadronu. Odbył VIII Kurs Normalny 1927–1929 w Wyższej Szkoły Wojennej. Po jego ukończeniu uzyskał tytuł oficera dyplomowanego.
Został awansowany do stopnia majora kawalerii ze starszeństwem z dniem 1 stycznia 1932. Pozostając nadal oficerem 1 pułku szwoleżerów w 1932 służył w Generalnym Inspektoracie Sił Zbrojnych. Jako legionista oraz oficer WP w 1923, 1924, 1928 figurował pod nazwiskiem Max, zaś w 1932 był wymieniony pod nazwiskiem Maks. Od 1 grudnia 1933 w stopniu majora sprawował stanowisko szefa sztabu Brygady Kawalerii „Poznań”. W sierpniu 1935 został przeniesiony do 2 pułku Ułanów Grochowskich w Suwałkach na stanowisko zastępcy dowódcy pułku. Na stopień podpułkownika został mianowany ze starszeństwem z dniem 19 marca 1937 i 9. lokatą w korpusie oficerów kawalerii.
Po wybuchu II wojny światowej brał udział w kampanii wrześniowej jako szef sztabu Pomorskiej Brygady Kawalerii oraz Grupy Operacyjnej „Czersk”. Został wzięty przez Niemców do niewoli i był osadzony w Oflagu VII A Murnau, gdzie 21 marca 1945 spacerując po korytarzu w bloku obozowym „C”, został śmiertelnie postrzelony przez wartownika z wieżyczki strażniczej podczas uruchomionego alarmu lotniczego, został pochowany na cmentarzu przy tamtejszym kościele św. Mikołaja.

## Ordery i odznaczenia
- Krzyż Srebrny Orderu Wojskowego Virtuti Militari
- Krzyż Niepodległości (2 sierpnia 1931)[19]
- Krzyż Walecznych (czterokrotnie)
- Złoty Krzyż Zasługi (19 marca 1936)[20][21]